# Мотс, Густав
Густав Адольф Мотс (нем. Gustav Adolf Moths) — немецкий гребец, бронзовый призёр летних Олимпийских игр 1900.
Мотс был рулевым третьей немецкой команды четвёрок на Играх. Сначала его команда выступала в полуфинале, но безуспешно, не пройдя в финал. После этого, его команда выступала в отдельном финале, который признаётся МОКом, однако в финале рулевым команды был уже другой гребец Макс Аммерман. Сейчас МОК считает бронзовым призёром Игр не Аммермана, а Мотса.